# IEEE 802.11
El estándar 802.11 es una familia de normas inalámbricas creada por el Institute of Electrical and Electronics Engineers (IEEE). 802.11n es la forma más apropiada de llamar a la tecnología Wi-Fi, lanzada en 2009. Mejoró con respecto a versiones anteriores de Wi-Fi con múltiples radios, técnicas avanzadas de transmisión y recepción, y la opción de usar el espectro de 5 GHz. Todo implica una velocidad de datos de hasta 600 Mbps.

## Descripción
La familia 802.11 consta de una serie de técnicas de modulación semidúplex (half duplex) por medio del aire que utilizan el mismo protocolo básico. Al estándar 802.11-1997 le siguió el 802.11b, que fue el primero aceptado ampliamente. Posteriormente surgirían versiones mejoradas: 802.11a, 802.11g, 802.11n y 802.11ac. Otras normas de la familia (c-f, h, j) son las modificaciones de servicio que se utilizan para extender el alcance actual de la norma existente, que también puede incluir correcciones de una especificación anterior. 

Espectro de la banda ISM

Las versiones 802.11b y 802.11g utilizan la banda ISM de 2,4 GHz, en Estados Unidos, por ejemplo, operan bajo las Reglas y Reglamentos de la Comisión Federal de Comunicaciones de los Estados Unidos. Debido a esta elección de la banda de frecuencia, los equipos 802.11b y 802.11g pueden sufrir interferencias con electrodomésticos tan comunes como el microondas o el horno o con dispositivos Bluetooth. Es por eso que deben controlar dicha susceptibilidad a las interferencias mediante métodos de señalización de espectro ensanchado por secuencia directa (DSSS) y de multiplexación por división de frecuencia ortogonal (OFDM), respectivamente. 
Por otro lado la versión 802.11a utiliza la banda U-NII de 5 GHz que, para gran parte del mundo, ofrece al menos 23 canales que no se superponen en lugar de la banda de frecuencia ISM de 2,4 GHz que ofrece solo tres canales que no se superponen. 802.11n puede utilizar la banda de 2,4 GHz o la de 5 GHz mientras que 802.11ac utiliza solo la banda de 5 GHz. El segmento del espectro de radiofrecuencia utilizado por la 802.11 varía de un país a otro. Las frecuencias utilizadas por los canales uno a seis de 802.11b y 802.11g caen dentro de la banda de radioaficionados de 2,4 GHz. Los operadores de radioaficionados con licencia pueden operar dispositivos 802.11b/g.

## Conceptos generales
- Estaciones: computadoras o dispositivos con interfaz de red.
- Medio: se pueden definir dos, la radiofrecuencia y los infrarrojos.
- Punto de acceso (AP): tiene las funciones de un puente (conecta dos redes con niveles de enlace parecidos o distintos), y realiza por tanto las conversiones de trama pertinente.
- Sistema de distribución: importantes ya que proporcionan movilidad entre AP, para tramas entre distintos puntos de acceso o con los terminales, ayudan ya que es el mecanismo que controla donde está la estación para enviarle las tramas.
- Conjunto de Servicio Básico (BSS): grupo de estaciones que se intercomunican entre ellas. Se define dos tipos:
  1. Independientes: cuando las estaciones se intercomunican directamente.
  2. Infraestructura: cuando se comunican todas a través de un punto de acceso.
- Conjunto de Servicio Extendido (ESS): es la unión de varios BSS.
- Área de servicio básico: importante en las redes 802.11, ya que lo que indica es la capacidad de cambiar la ubicación de los terminales, variando la BSS. La transición será correcta si se realiza dentro del mismo ESS en otro caso no se podrá realizar.
- Límites de la red: los límites de las redes 802.11 son difusos ya que pueden solaparse diferentes BSS.

## Estándar

### IEEE 802.11-1997
La versión original del estándar 802.11, del Instituto de Ingenieros Eléctricos y Electrónicos (IEEE), publicada en 1997, especifica dos velocidades de transmisión “teóricas” de 1 y 2 megabits por segundo (Mbit/s) que se transmiten por señales infrarrojas (IR). IR sigue siendo parte del estándar, aunque no hay implementaciones disponibles. Tuvo una revisión en 1999 con la intención de actualizarla, no obstante hoy en día está obsoleta.
El estándar original también define el protocolo "múltiple acceso por detección de portadora evitando colisiones" (carrier sense multiple access with collision avoidance, CSMA/CA) como método de acceso. Una parte importante de la velocidad de transmisión teórica se utiliza en las necesidades de esta codificación para mejorar la calidad de la transmisión bajo condiciones ambientales diversas, lo cual se tradujo en dificultades de interoperabilidad entre equipos de diferentes marcas. Estas y otras debilidades fueron corregidas en el estándar 802.11b, que fue el primero de esta familia en alcanzar amplia aceptación entre los consumidores.

### IEEE 802.11a
La revisión 802.11a fue aprobada en 1999. Este estándar utiliza el mismo juego de protocolos de base que el estándar original, opera en la banda de 5 GHz y utiliza 52 subportadoras de multiplexación por división de frecuencias ortogonales (Orthogonal Frequency-Division Multiplexing, OFDM) con una velocidad máxima de 54 Mbit/s, lo que lo hace un estándar práctico para redes inalámbricas con velocidades reales de aproximadamente 20 Mbit/s. La velocidad de datos se reduce a 48, 36, 24, 18, 12, 9 o 6 Mbit/s en caso necesario. 
Dado que la banda de 2,4 GHz es muy utilizada hasta el punto de estar congestionada, la utilización de la relativamente inusitada banda de 5 GHz da una ventaja significativa a 802.11a. Sin embargo, esta alta frecuencia portadora también presenta una desventaja: el intervalo global eficaz de 802.11a es menor que el de 802.11b/g. En teoría, las señales 802.11a son absorbidas más fácilmente por paredes y otros objetos sólidos en su trayectoria debido a su longitud de onda más pequeña, y, como resultado, no pueden penetrar hasta los de 802.11b. En la práctica, 802.11b normalmente tiene un rango más alto a bajas velocidades. 802.11a también sufre de interferencia, pero localmente puede haber menos señales para interferir, resultando en menos interferencia y mejor rendimiento.
Tiene 12 canales sin solapamiento, 8 para red inalámbrica y 4 para conexiones punto a punto. No puede interoperar con equipos del estándar 802.11b, excepto si se dispone de equipos que implementen ambos estándares.

### IEEE 802.11b
La revisión 802.11b del estándar original fue ratificada en 1999.
802.11b tiene una velocidad máxima de transmisión de 11 Mbps y utiliza el mismo método de acceso definido en el estándar original CSMA/CA. El estándar 802.11b funciona en la banda de 2,4 GHz. Debido al espacio ocupado por la codificación del protocolo CSMA/CA, en la práctica, la velocidad máxima de transmisión con este estándar es de aproximadamente 5,9 Mbit/s sobre TCP y 7,1 Mbit/s sobre UDP.
Los productos que usan esta versión aparecieron en el mercado a principios del 2000, ya que 802.11b es una extensión directa de la técnica de modulación definida en la norma original.  El aumento dramático del rendimiento de 802.11b y su reducido precio llevó a la rápida aceptación de 802.11b como la tecnología de LAN inalámbrica definitiva. 
Los dispositivos que utilizan 802.11b pueden experimentar interferencias con otros productos que funcionan en la banda de 2,4 GHz.

### IEEE 802.11c
Es menos usado que los primeros dos, por la implementación que este protocolo refleja. El protocolo ‘c’ es utilizado para la comunicación de dos redes distintas o de diferentes tipos, así como puede ser tanto conectar dos edificios distantes el uno con el otro, así como conectar dos redes de diferente tipo a través de una conexión inalámbrica. El protocolo ‘c’ es más utilizado diariamente, debido al costo que implica las largas distancias de instalación con fibra óptica, que aunque más fidedigna, resulta más costosa tanto en instrumentos monetarios como en tiempo de instalación.
El estándar combinado 802.11c no ofrece ningún interés para el público general. Es solamente una versión modificada del estándar 802.11d que permite combinar el 802.11d con dispositivos compatibles 802.11 (en el nivel de enlace de datos capa 2 del modelo OSI).
- Velocidad (teórica) - 600 Mbit/s
- Velocidad (práctica) - 100 Mbit/s
- Frecuencia - 2,4 Ghz y 5,4 Ghz
- Ancho de banda - 20/40 MHz
- Alcance - 820 metros
- Año de implementación - 2009

### IEEE 802.11d
Es un complemento del estándar 802.11 que está pensado para permitir el uso internacional de las redes 802.11 locales. Permite que distintos dispositivos intercambien información en rangos de frecuencia según lo que se permite en el país de origen del dispositivo móvil.

### IEEE 802.11e
La especificación IEEE 802.11e ofrece un estándar inalámbrico que permite interoperar entre entornos públicos, de negocios y usuarios residenciales, con la capacidad añadida de resolver las necesidades de cada sector.
A diferencia de otras iniciativas de conectividad sin cables, esta puede considerarse como uno de los primeros estándares inalámbricos que permite trabajar en entornos domésticos y empresariales. La especificación añade, respecto de los estándares 802.11b y 802.11a, características QoS y de soporte multimedia, a la vez que mantiene compatibilidad con ellos. Estas prestaciones resultan fundamentales para las redes domésticas y para que los operadores y proveedores de servicios conformen ofertas avanzadas.
Incluye, asimismo, corrección de errores (FEC) y cubre las interfaces de adaptación de audio y vídeo con la finalidad de mejorar el control e integración en capas de aquellos mecanismos que se encarguen de gestionar redes de menor rango.
El sistema de gestión centralizado integrado en QoS evita la colisión y cuellos de botella, mejorando la capacidad de entrega en tiempo crítico de las cargas. 
Con el estándar 802.11, la tecnología IEEE 802.11 soporta tráfico en tiempo real en todo tipo de entornos y situaciones. Las aplicaciones en tiempo real pueden funcionar fiablemente gracias a la Calidad de Servicio (QoS) proporcionado por el 802.11e. El objetivo del nuevo estándar 802.11e fue introducir nuevos mecanismos a nivel de capa MAC para soportar los servicios que requieren garantías de Calidad de Servicio.
Para cumplir con su objetivo IEEE 802.11e introdujo un nuevo elemento llamado Hybrid Coordination Function (HCF) con dos tipos de acceso: 
- EDCA, Enhanced Distributed Channel Access, equivalente a DCF.
- HCCA, HCF Controlled Access, equivalente a PCF.

En este estándar se definen cuatro categorías de acceso al medio (Ordenadas de menos a más prioritarias).
- Background (AC_BK)
- Best Effort (AC_BE)
- Video (AC_VI)
- Voice (AC_VO)

Para conseguir la diferenciación del tráfico se definen diferentes tiempos de acceso al medio y diferentes tamaños de la ventana de contención para cada una de las categorías.

### IEEE 802.11f
Es una recomendación para proveedores de puntos de acceso que permite que los productos sean más compatibles. Utiliza el protocolo IAPP que le permite a un usuario itinerante cambiarse claramente de un punto de acceso a otro mientras está en movimiento sin importar qué marcas de puntos de acceso se usan en la infraestructura de la red. También se conoce a esta propiedad simplemente como itinerancia. Su distancia máxima es de 50 m

### IEEE 802.11g
En junio de 2003, se ratificó un tercer estándar de modulación: 802.11g, que es la evolución de 802.11b. Este utiliza la banda de 2,4 Ghz (al igual que 802.11b), pero opera a una velocidad teórica máxima de 54 Mbit/s, que en promedio es de 22,0 Mbit/s de velocidad real de transferencia, similar a la del estándar 802.11a. Es compatible con el estándar b y utiliza las mismas frecuencias. Buena parte del proceso de diseño del nuevo estándar lo tomó el hacer compatibles ambos modelos. Sin embargo, en redes bajo el estándar g la presencia de nodos bajo el estándar b reduce significativamente la velocidad de transmisión.
Los equipos que trabajan bajo el estándar 802.11g llegaron al mercado muy rápidamente, incluso antes de su ratificación que fue dada aproximadamente el 20 de junio de 2003. Esto se debió en parte a que para construir equipos bajo este nuevo estándar se podían adaptar los ya diseñados para el estándar b.
Actualmente se venden equipos con esta especificación, con potencias de hasta medio vatio, que permite hacer comunicaciones de más de 50 km con antenas parabólicas o equipos de radio apropiados.
Existe una variante llamada 802.11g+ capaz de alcanzar los 108 Mbps de tasa de transferencia. Generalmente solo funciona en equipos del mismo fabricante ya que utiliza protocolos propietarios.

#### Interacción de 802.11g y 802.11b
802.11g tiene la ventaja de poder coexistir con los estándares 802.11a y 802.11b, esto debido a que puede operar con las Tecnologías RF DSSS y OFDM. Sin embargo, si se utiliza para implementar usuarios que trabajen con el estándar 802.11b, el rendimiento de la celda inalámbrica se verá afectado por ellos, permitiendo solo una velocidad de transmisión de 54 Mbps. Esta degradación se debe a que los clientes 802.11b no comprenden OFDM.
Suponiendo que se tiene un punto de acceso que trabaja con 802.11g, y actualmente se encuentran conectados un cliente con 802.11b y otro 802.11g, como el cliente 802.11b no comprende los mecanismos de envío de OFDM, el cual es utilizados por 802.11g, se presentarán colisiones, lo cual hará que la información sea reenviada, degradando aún más nuestro ancho de banda.
Suponiendo que el cliente 802.11b no se encuentra conectado actualmente, el Punto de acceso envía tramas que brindan información acerca del Punto de acceso y la celda inalámbrica. Sin el cliente 802.11b, en las tramas se verían la siguiente información:
```
NON_ERP present: no
Use Protection: no
```

ERP (Extended Rate Physical) hace referencia a dispositivos que utilizan tasas de transferencia de datos extendidos, en otras palabras, NON_ERP hace referencia a 802.11b. Si fueran ERP, soportarían las altas tasas de transferencia que soportan 802.11g.
Cuando un cliente 802.11b se asocia con el AP (Punto de acceso), este último alerta al resto de la red acerca de la presencia de un cliente NON_ERP. Cambiando sus tramas de la siguiente forma:
```
NON_ERP present: yes
Use Protection: yes
```

Ahora que la celda inalámbrica sabe acerca del cliente 802.11b, la forma en la que se envía la información dentro de la celda cambia. Ahora cuando un cliente 802.11g quiere enviar una trama, debe advertir primero al cliente 802.11b enviándole un mensaje RTS (Request to Send) a una velocidad de 802.11b para que el cliente 802.11b pueda comprenderlo. El mensaje RTS es enviado en forma de unicast. El receptor 802.11b responde con un mensaje CTS (Clear to Send). 
Ahora que el canal está libre para enviar, el cliente 802.11g realiza el envío de su información a velocidades según su estándar. El cliente 802.11b percibe la información enviada por el cliente 802.11g como ruido.
La intervención de un cliente 802.11b en una red de tipo 802.11g, no se limita solamente a la celda del Punto de acceso en la que se encuentra conectado, si se encuentra trabajando en un ambiente con múltiples AP en Roaming, los AP en los que no se encuentra conectado el cliente 802.11b se transmitirán entre sí tramas con la siguiente información:
```
NON_ERP present: no
Use Protection: yes
```

La trama anterior les dice que hay un cliente NON_ERP conectado en uno de los AP, sin embargo, al tenerse habilitado Roaming, es posible que este cliente 802.11b se conecte en alguno de ellos en cualquier momento, por lo cual deben utilizar los mecanismos de seguridad en toda la red inalámbrica, degradando de esta forma el rendimiento de toda la celda. Es por esto que los clientes deben conectarse preferentemente utilizando el estándar 802.11g. Wi-Fi (802.11b / g).

### IEEE 802.11h
En 2000 la especificación 802.11h es una modificación sobre el estándar 802.11 para WLAN desarrollado por el grupo de trabajo 11 del comité de estándares LAN/MAN del IEEE (IEEE 802) y que se hizo público en octubre de 2003. 802.11h intenta resolver problemas derivados de la coexistencia de las redes 802.11 con sistemas de radares o satélites.
El desarrollo del 802.11h sigue unas recomendaciones hechas por la Unión Internacional de Telecomunicaciones (ITU) que fueron motivadas principalmente a raíz de los requerimientos que la Oficina Europea de Radiocomunicaciones (ERO) estimó convenientes para minimizar el impacto de abrir la banda de 5 GHz, utilizada generalmente por sistemas militares, a aplicaciones ISM (ECC/DEC/(04)08).
Con el fin de respetar estos requerimientos, 802.11h proporciona a las redes 802.11a la capacidad de gestionar dinámicamente tanto la frecuencia, como la potencia de transmisión.

#### Selección Dinámica de Frecuencias
DFS (Dynamic Frequency Selection) es una funcionalidad requerida por las WLAN que operan en la banda de 5 GHz con el fin de evitar interferencias co-canal con sistemas de radar y para asegurar una utilización uniforme de los canales disponibles.

#### Control de Potencia del Transmisor
TPC (Transmitter Power Control) es una funcionalidad requerida por las WLAN que operan en la banda de 5 GHz para asegurar que se respetan las limitaciones de potencia transmitida que puede haber para diferentes canales en una determinada región, de manera que se minimiza la interferencia con sistemas de satélite.

### IEEE 802.11i
Está dirigido a batir la vulnerabilidad actual en la seguridad para protocolos de autenticación y de codificación. El estándar abarca los protocolos 802.1x, TKIP (Protocolo de Claves Integra – Seguras – Temporales), y AES (Advanced Encryption Standard, Estándar de Cifrado Avanzado). Se implementa en Wi-Fi Protected Access (WPA2). La norma fue ratificada el 24 de junio de 2004.

### IEEE 802.11j
Es equivalente al 802.11h, en la regulación de Japón. Fue diseñada especialmente para el mercado japonés y permite que la operación de LAN inalámbrica en la banda de 4,9 a 5 GHz se ajuste a las normas japonesas para la operación de radio para aplicaciones en interiores, exteriores y móviles. La enmienda se ha incorporado a la norma IEEE 802.11-2007 publicada.

### IEEE 802.11k
Permite a los conmutadores y puntos de acceso inalámbricos calcular y valorar los recursos de radiofrecuencia de los clientes de una red WLAN, mejorando así su gestión. Está diseñado para ser implementado en software, para soportarlo el equipamiento WLAN solo requiere ser actualizado. Y, como es lógico, para que el estándar sea efectivo, han de ser compatibles tanto los clientes (adaptadores y tarjetas WLAN) como la infraestructura (puntos de acceso y conmutadores WLAN).

### IEEE 802.11n
En enero de 2004, el IEEE anunció la formación de un grupo de trabajo 802.11 (Tgn) para desarrollar una nueva revisión del estándar 802.11. La velocidad real de transmisión podría llegar a los 650 Mbps (lo que significa que las velocidades teóricas de transmisión serían aun mayores), y debería ser hasta diez veces más rápida que una red bajo los estándares 802.11a y 802.11g, y unas cuarenta veces más rápida que una red bajo el estándar 802.11b. También se esperaba que el alcance de operación de las redes sea mayor con este nuevo estándar gracias a la tecnología MIMO (Multiple Input – Multiple Output), que permite utilizar varios canales a la vez para enviar y recibir datos gracias a la incorporación de varias antenas (3). Existen también otras propuestas alternativas que podrán ser consideradas. El estándar ya está redactado, y se viene implantando desde 2008. A principios de 2007 se aprobó el segundo boceto del estándar. Anteriormente ya había dispositivos adelantados al protocolo y que ofrecían de forma no oficial este estándar (con la promesa de actualizaciones para cumplir el estándar cuando el definitivo estuviera implantado).
A diferencia de las otras versiones de Wi-Fi, 802.11n puede trabajar en dos bandas de frecuencias: 2,4 GHz (la que emplean 802.11b y 802.11g) y 5 GHz (la que usa 802.11a). Gracias a ello, 802.11n es compatible con dispositivos basados en todas las ediciones anteriores de Wi-Fi. Además, es útil que trabaje en la banda de 5 GHz, ya que está menos congestionada y en 802.11n permite alcanzar un mayor rendimiento.
El estándar 802.11n fue ratificado por la organización IEEE el 11 de septiembre de 2009 con una velocidad de 600 Mbps en capa física.
La mayoría de productos son de la especificación "b" o "g", sin embargo, ya se ha ratificado el estándar 802.11n que sube el límite teórico hasta los 600 Mbps. Actualmente ya existen varios productos que cumplen el estándar "N" con un máximo de 600 Mbps (80-100 estables).
El estándar 802.11n hace uso simultáneo de ambas bandas, 2,4 Ghz y 5 Ghz. Las redes que trabajan bajo los estándares 802.11b y 802.11g, tras la reciente ratificación del estándar, se empiezan a fabricar de forma masiva y es objeto de promociones por parte de los distintos Proveedores de servicios de Internet, de forma que la masificación de la citada tecnología parece estar en camino.
Todas las versiones de 802.11xx, aportan la ventaja de ser compatibles entre sí, de forma que el usuario no necesitará nada más que su adaptador wifi integrado, para poder conectarse a la red.
Sin duda esta es la principal ventaja que diferencia wifi de otras tecnologías propietarias, como LTE, UMTS y Wimax, las tres tecnologías mencionadas, únicamente están accesibles a los usuarios mediante la suscripción a los servicios de un operador que está autorizado para uso de espectro radioeléctrico, mediante concesión de ámbito nacional.
La mayor parte de los fabricantes ya incorpora a sus líneas de producción equipos wifi 802.11n, por este motivo la oferta ADSL, suele venir acompañada de wifi 802.11n en el mercado de usuario doméstico.
Se conoce que el futuro estándar sustituto de 802.11n será 802.11ac con tasas de transferencia superiores a 1 Gb/s.

### IEEE 802.11p
Este estándar opera en el espectro de frecuencias de 5,90 GHz y de 6,20 GHz, especialmente indicado para automóviles. Será la base de las comunicaciones dedicadas de corto alcance (DSRC). La tecnología DSRC permitirá el intercambio de datos entre vehículos y entre automóviles e infraestructuras en carretera. Además agrega el wireless access in vehicular environments o WAVE (acceso inalámbrico en entornos vehiculares), un sistema de comunicación vehicular. Esta mejora es muy usada en la implementación de los Sistemas Inteligentes de Transporte (SIT). Esto incluye el intercambio de datos entre vehículos entre sí y entre vehículos y la infraestructura de las carreteras por las que circulan.

### IEEE 802.11r
También se conoce como Fast Basic Service Set Transition, y su principal característica es permitir a la red que establezca los protocolos de seguridad que identifican a un dispositivo en el nuevo punto de acceso antes de que abandone el actual y se pase a él. Esta función, que una vez enunciada parece obvia e indispensable en un sistema de datos inalámbricos, permite que la transición entre nodos demore menos de 50 milisegundos. Un lapso de tiempo de esa magnitud es lo suficientemente corto como para mantener una comunicación vía VoIP sin que haya cortes perceptibles.

### IEEE 802.11v
Fue publicada en 2011. Y servirá para permitir la configuración remota de los dispositivos cliente. Esto permitirá una gestión de las estaciones de forma centralizada (similar a una red celular) o distribuida, a través de un mecanismo de capa de enlace de datos (capa 2). Esto incluye, por ejemplo, la capacidad de la red para supervisar, configurar y actualizar las estaciones cliente.
Además de la mejora de la gestión, las nuevas capacidades proporcionadas por el "11v" se desglosan en cuatro categorías:
1. mecanismos de ahorro de energía con dispositivos de mano VoIP Wi-Fi en mente;
2. posicionamiento, para proporcionar nuevos servicios dependientes de la ubicación;
3. temporización, para soportar aplicaciones que requieren un calibrado muy preciso;
4. coexistencia, que reúne mecanismos para reducir la interferencia entre diferentes tecnologías en un mismo dispositivo.

### IEEE 802.11w
Es un protocolo que hace parte de IEEE 802.11 basado en el protocolo 802.11i, sirve para proteger redes WLAN contrataques sutiles en las tramas de gestión inalámbricas (WLAN).
Todavía no concluido. TGw está trabajando en mejorar la capa del control de acceso del medio de IEEE 802.11 para aumentar la seguridad de los protocolos de autenticación y codificación.
Las WLAN envían la información del sistema en tramas desprotegidas, que las hace vulnerables. Este estándar podrá proteger las redes contra la interrupción causada por los sistemas malévolos que crean peticiones desasociadas que parecen ser enviadas por el equipo válido.
Se intenta extender la protección que aporta el estándar 802.11i más allá de los datos hasta las tramas de gestión, responsables de las principales operaciones de una red. Estas extensiones tendrán interacciones con IEEE 802.11r e IEEE 802.11u.

### IEEE 802.11ac
IEEE 802.11ac (también conocido como WiFi 5 o WiFi Gigabit) es una mejora a la norma IEEE 802.11n, se ha desarrollado entre el año 2011 y el 2013, y finalmente aprobada en julio de 2014.
El estándar consiste en mejorar las tasas de transferencia hasta 433 Mbit/s por flujo de datos, consiguiendo teóricamente tasas de 1.3 Gbit/s empleando 3 antenas. Opera dentro de la banda de 5 GHz, amplía el ancho de banda hasta 160 MHz (40 MHz en las redes 802.11n), utiliza hasta 8 flujos MIMO e incluye modulación de alta densidad (256 QAM).

### IEEE 802.11ax
La IEEE 802.11ax, nombrada también como Wi-Fi 6 o Wi-Fi 6th Generation por la Wi-Fi Alliance, está diseñado para operar en los espectros ya existentes de 2.4 GHz y 5 GHz. Introduce OFDMA para mejorar la eficiencia espectral global. Se esperaba que esta tecnología esté disponible a los usuarios en 2019, pero no fue sino hasta principios de 2020 que la FCC anunció la ampliación del espectro de uso a los 6 GHz y sin licencia, por lo que cualquier proveedor podrá usarlo sin coste.

### IEEE 802.11be
La IEEE 802.11be, nombrada también como Wi-Fi 7 o Wi-Fi 7th Generation por la Wi-Fi Alliance

## Canales y frecuencias

### IEEE 802.11 b e IEEE 802.11 g
Los identificadores de canales, frecuencias centrales, y dominios reguladores para cada canal usado por 802.11b y 802.11g:
| Identificador de Canal | Frecuencia en MHz | Dominios Reguladores | Dominios Reguladores | Dominios Reguladores | Dominios Reguladores | Dominios Reguladores |
| Identificador de Canal | Frecuencia en MHz | América (-A)         | EMEA (-E)            | Israel (-I)          | China (-C)           | Japón (-J)           |
| ---------------------- | ----------------- | -------------------- | -------------------- | -------------------- | -------------------- | -------------------- |
| 1                      | 2412              | ×                    | ×                    | —                    | —                    | ×                    |
| 2                      | 2417              | ×                    | ×                    | —                    | ×                    | ×                    |
| 3                      | 2422              | ×                    | ×                    | ×                    | ×                    | ×                    |
| 4                      | 2427              | ×                    | ×                    | ×                    | ×                    | ×                    |
| 5                      | 2432              | ×                    | ×                    | ×                    | ×                    | ×                    |
| 6                      | 2437              | ×                    | ×                    | ×                    | ×                    | ×                    |
| 7                      | 2442              | ×                    | ×                    | ×                    | ×                    | ×                    |
| 8                      | 2447              | ×                    | ×                    | ×                    | ×                    | ×                    |
| 9                      | 2452              | ×                    | ×                    | ×                    | ×                    | ×                    |
| 10                     | 2457              | ×                    | ×                    | —                    | ×                    | ×                    |
| 11                     | 2462              | ×                    | ×                    | —                    | ×                    | ×                    |
| 12                     | 2467              | —                    | ×                    | —                    | —                    | ×                    |
| 13                     | 2472              | —                    | ×                    | —                    | —                    | ×                    |
| 14                     | 2484              | —                    | —                    | —                    | —                    | ×                    |

Los estándares 802.11b y 802.11g utilizan la banda de 2,4 GHz. En esta banda se definieron 11 canales utilizables por equipos wifi, que pueden configurarse de acuerdo a necesidades particulares. Sin embargo, los 11 canales no son completamente independientes (un canal se superpone y produce interferencias hasta un canal a 4 canales de distancia). El ancho de banda de la señal (22 MHz) es superior a la separación entre canales consecutivos (5 MHz), por eso se hace necesaria una separación de al menos 5 canales con el fin de evitar interferencias entre celdas adyacentes, ya que al utilizar canales con una separación de 5 canales entre ellos (y a la vez cada uno de estos con una separación de 5 MHz de su canal vecino) entonces se logra una separación final de 25 MHz, lo cual es mayor al ancho de banda que utiliza cada canal del estándar 802.11, el cual es de 22 MHz. Tradicionalmente se utilizan los canales 1, 6 y 11, aunque se ha documentado que el uso de los canales 1, 5, 9 y 13 (en dominios europeos) no es perjudicial para el rendimiento de la red.
Esta asignación de canales usualmente se hace solo en el Punto de acceso, pues los “clientes” automáticamente detectan el canal, salvo en los casos en que se forma una red “Ad-Hoc” o punto a punto cuando no existe Punto de acceso.

### IEEE 802.11 a
Los identificadores de canales, frecuencias centrales, y dominios reguladores para cada canal usado por IEEE 802.11a:
| Identificador de Canal | Frecuencia en MHz | Dominios Reguladores | Dominios Reguladores | Dominios Reguladores | Dominios Reguladores | Dominios Reguladores |
| Identificador de Canal | Frecuencia en MHz | América (-A)         | EMEA (-E)            | Israel (-I)          | Japón (-J)           |                      |
| ---------------------- | ----------------- | -------------------- | -------------------- | -------------------- | -------------------- | -------------------- |
| 34                     | 5170              | —                    | —                    | —                    | —                    |                      |
| 36                     | 5180              | ×                    | ×                    | ×                    | —                    |                      |
| 38                     | 5190              | —                    | —                    | —                    | —                    |                      |
| 40                     | 5200              | ×                    | ×                    | ×                    | —                    |                      |
| 42                     | 5210              | —                    | —                    | —                    | —                    |                      |
| 44                     | 5220              | ×                    | ×                    | ×                    | —                    |                      |
| 46                     | 5230              | —                    | —                    | —                    | —                    |                      |
| 48                     | 5240              | ×                    | ×                    | ×                    | —                    |                      |
| 52                     | 5260              | ×                    | —                    | —                    | ×                    |                      |
| 56                     | 5280              | ×                    | —                    | —                    | ×                    |                      |
| 60                     | 5300              | ×                    | —                    | —                    | ×                    |                      |
| 64                     | 5320              | ×                    | —                    | —                    | ×                    |                      |
| 149                    | 5745              | —                    | —                    | —                    | —                    |                      |
| 153                    | 5765              | —                    | —                    | —                    | —                    |                      |
| 157                    | 5785              | —                    | —                    | —                    | —                    |                      |
| 161                    | 5805              | —                    | —                    | —                    | —                    |                      |

Pese a que el ensanchado de espectro y la modulación son diferentes, en la banda de 5 GHz se mantiene un ancho de banda cercano a los 20 MHz, de manera que el requerimiento de separación de 5 canales de la banda de 2,4 GHz se mantienen.
En Europa, para evitar interferencias con comunicaciones por satélite y sistemas de radar existentes, es necesaria la implantación de un control dinámico de las frecuencias y un control automático de las potencias de transmisión; por ello las redes 802.11a deben incorporar las modificaciones del 802.11h.